# یواس‌اس چارلز لارنس (دی‌ای-۵۳)
یواس‌اس چارلز لارنس (دی‌ای-۵۳) (به انگلیسی: USS Charles Lawrence (DE-53)) یک کشتی بود که طول آن ۳۰۶ فوت (۹۳ متر) بود. این کشتی در سال ۱۹۴۳ ساخته شد.